# Zuger Woche
Die Zuger Woche ist eine bürgerliche regionale Schweizer Gratis-Wochenzeitung aus Baar in der Schweiz. Sie erscheint seit dem 14. November 1985 einmal wöchentlich, jeweils am Mittwoch, in den elf Zuger Gemeinden Baar, Cham, Hünenberg, Menzingen, Neuheim, Oberägeri, Risch, Steinhausen, Unterägeri, Walchwil und Zug. Sie wurde am 14. November 1985 von Bruno Ehrat gegründet.
Die Zuger Woche hat eine verbreitete Gesamtauflage von 53'850 (Vj. 53'707) Exemplaren und eine Reichweite von 50'000 (Vj. 55'000) Lesern (WEMF MACH Basic 2018-II). Sie berichtet vorwiegend über das regionale Geschehen im Kanton Zug und in den angrenzenden Kantonen Luzern, Schwyz, Aargau und Zürich.
Chefredaktor ist Uwe Guntern, Geschäftsführerin Carla Jost.
Der Verlag Zuger Woche AG wurde im August 2017 rückwirkend auf den 1. Januar 2017 von der BaZ Holding AG (heute: Zeitungshaus AG) übernommen, der bis zu deren Übernahme durch Tamedia auch die Basler Zeitung Medien mit der Basler Zeitung gehörten, zusammen mit der ebenfalls der Familie Zehnder gehörenden Zehnder Regiomedia AG, Wil (heute Swiss Regiomedia AG, Baar ZG), die in der ganzen Deutschschweiz 24 weitere Wochenzeitungen herausgibt, darunter die Winterthurer Zeitung, die St. Galler Nachrichten, die Wiler Nachrichten, die Luzerner Rundschau und die Aarauer Nachrichten.